# Jeff Astle
Jeff Astle (Eastwood, 1942. május 13. – Burton upon Trent, 2002. január 19.) angol válogatott labdarúgó.
Az angol válogatott tagjaként részt vett az 1970-es világbajnokságon.

## Pályafutása

### A válogatottban
1969 és 1970 között 5 alkalommal szerepelt az angol válogatottban.

## Sikerei, díjai
West Bromwich Albion
- Angol kupa (1): 1967–68
- Angol ligakupa (1): 1965–66

Egyéni
- Az angol bajnokság gólkirálya (1): 1969–70 (25 gól)